# Jan I. Ratibořský
Jan I. (Hanuš) Ratibořský (okolo 1332 – 1380/1382), nejstarší syn Mikuláše II. Opavského a Anny Ratibořské, byl opavský a ratibořský kníže v letech 1365–1377, od roku 1377 (po vzniku údělu) pán v Ratiboři, Krnově a Bruntále, do roku 1375 v Pštíně a Mikołowě, v letech 1378–1382 zastavil městečko Żory.
Roku 1361 se oženil s Annou, dcerou zaháňsko-hlohovského knížete Jindřicha V. Po smrti otce (1365) vedl spory s bratry Mikulášem III., Václavem I. a Přemyslem o dědictví. Roku 1372 potvrdil Opavě magdeburské právo. Kvůli finanční tísni předal roku 1375 opolskému knížeti Vladislavovi okresy Pszczyna a Mikołów. Po rozdělení rodového majetku roku 1377 zůstala v jeho rukách Ratiboř, Bruntál a Krnov. V roce 1378 opět z finančních důvodů zastavil těšínskému knížeti Přemyslovi městečko Żory.
Jan se jako politický vazal účastnil politických aktů Lucemburků, například roku 1370 byl svědkem včlenění Lužice k českým zemím. Z manželství s Annou Hlohovskou se Jan dočkal dvou synů – Jana II. a Mikuláše V., a dcery Markéty (asi 1380 – před 7.9. 1407, vdaná roku 1406 za těšínského knížete Boleslava I.). Není známo, kdy přesně Jan I. zemřel, muselo se tak ale stát mezi 16. únorem 1380 a 28. říjnem 1382, kdy jsou o něm poslední zmínky. Pochován je v dominikánském klášteře v Ratiboři.